# El Vinyers
el Vinyers és un mas a mig camí dels nuclis de Sant Feliu Sasserra i Avinyó (al Bages). Es tracta d'una masia de planta rectangular i amb la façana principal orientada a migdia. Coberta a dues vessants i amb el carener perpendicular i un xic descentrat sobre la façana principal on s'obren porxos a tres nivells, disposats simètricament i formats per arcs de mig punt rebaixats sostinguts per pilars octogonals, formen cinc obertures al primer i segon pis i tres obertures a les golfes. Les finestres de les façanes de llevant i de ponent són de pedres monolítiques. Tota la masia és arrebossada llevat de les pedres nobles de les finestres i portes. La masia té una capella del segle xviii advocada a L'Anunciació, avui abandonada.
La masia del Vinyés ha format part sempre de la parròquia de Sant Marçal, parròquia que juntament amb la de Santa Eugènia de Relat fou cedida a finals del segle x o començaments del segle xi al monestir de Ripoll pels propietaris d'aquestes terres, els senyors de Lluçà. La masia és esmentada l'any 1553, en el fogatge com un dels masos que formaven part de la parròquia de Sant Marçal (Lo Mas Vinyes).